# Beskyttet titel
 Denne artikel omhandler overvejende eller alene danske forhold. Hjælp gerne med at gøre artiklen mere almen.
 Der er for få eller ingen kildehenvisninger i denne artikel, hvilket er et problem. Du kan hjælpe ved at angive troværdige kilder til de påstande, som fremføres i artiklen.

En beskyttet titel er en betegnelse, der bruges til at beskrive en profession, uddannelse eller lign., og som er forbeholdt dem, der opfylder særlige kriterier som at have bestået en bestemt eksamen eller opnået en officiel godkendelse.

## Eksempler på beskyttede titler
- Titlerne hørende til de fleste kandidat- og bacheloruddannelser (cand.polit., civilingeniør, BSc i fysik m.fl. samt de tilsvarende engelske betegnelser) er beskyttet ifølge Uddannelsesbekendtgørelsen[1] og må kun benyttes af personer, der har gennemført den pågældende uddannelse.

- Betegnelserne statsautoriseret- og registreret revisor er beskyttet iflg. Revisorloven og kræver officiel beskikkelse fra Erhvervsstyrelsen, hvilket forudsætter beståelse af en særlig eksamen samt tre års erfaring i en statsautoriseret hhv. registreret revisionsvirksomhed. Beskikkelsen kan nægtes eller fratages, hvis indehaveren skylder penge til det offentlige eller er straffet. Derimod er betegnelsen revisor ikke beskyttet.

- En række titler er beskyttede af straffelovens § 131, stk. 1[2], som forbyder personer, uden offentlig myndighed, at udgive sig for at have en sådan offentlig myndighed. Betegnelsen advokat er specifikt beskyttet af retsplejelovens § 120[3], som pålægger bødestraf for overtrædelse, med mindre anden lov hjemler højere straf[3].

- En række sundhedsfaglige titler (læge, sygeplejerske, bioanalytiker, bandagist, optiker m.fl.) er beskyttet af Autorisationsloven. For at benytte disse betegnelser gælder, at der skal være meddelt autorisation af Styrelsen for Patientsikkerhed, hvilket bl.a. forudsætter, at der er bestået en relevant uddannelse. Autorisationen og dermed retten til at benytte den tilhørende titel kan fratages bl.a. som følge af grov forsømmelighed.

- De sundhedsfaglige titler inden for apoteks- og sygehusapotekssektoren (apoteker, apoteksbestyrer, sygehusapoteker, sygehusapoteksbestyrer, farmakonom, farmaceut, apoteksmedhjælper og defektrice) er beskyttede titler. Der er tale om lovregulerede erhverv, som reguleres af Lægemiddelstyrelsen – bl.a. gennem Apotekerloven og Lov om apotekspersonale. Disse titler må derfor kun benyttes af personer, der har bestået den pågældende uddannelse i henhold til den gældende bekendtgørelse om apotekspersonale, og som har opnået Lægemiddelstyrelsens godkendelse til at udøve det pågældende erhverv.

- Betegnelsen registreret alternativ behandler (RAB) er iflg. Lov om en brancheadministreret registreringsordning for alternative behandlere[4] forbeholdt personer, og som er medlem af en brancheforening for et særligt fagområde inden for alternativ behandling. Kravene til optagelse fastsættes af den enkelte forening, men lovgivningen stiller visse minimumskrav mht. uddannelse og god klinisk praksis.

- Betegnelsen ombudsmand må kun benyttes, hvor det er hjemlet ved lov, jf. Lov om Folketingets Ombudsmand.

- Officersgrader af linjen[kilde mangler].
- Forældede titler som etatsråd, kancelliråd og gehejmeråd[kilde mangler].
- Psykolog[5].
- Maskinmester[kilde mangler].

## Eksempler på titler, der ikke er beskyttet
- Akupunktør, antropolog, arkitekt, bager, borgmester, dagplejer, designer, detektiv, ekspert, fodplejer, forfatter, formand, forsker, fysiurgisk massør, glasmager, glaspuster, ingeniør, journalist, kosmetolog, kostvejleder, kranio-sakral terapeut, kropsterapeut, kunstner, lærer, massør, mæcen, revisor, professor, programmør, præst, psykoterapeut, sexolog, sagsbehandler.[6]